# 藤原親俊
藤原 親俊 （ふじわら の ちかとし）は、鎌倉時代中期の公卿。権中納言・藤原顕俊の次男。官位は正二位・権中納言。

## 官歴
注釈のないものは『公卿補任』による
- 承元4年（1210年） 正月6日：叙爵（従五位下）
- 建保6年（1218年）  12月9日：淡路守
- 承久3年（1221年） 8月29日：遷備後守。11月19日：従五位上。12月1日：兼皇后宮権大進
- 貞応2年（1223年） 正月27日：右衛門権佐
- 元仁元年（1224年） 4月7日：正五位下。8月4日：止権大進
- 嘉禄元年（1225年） 4月26日：蔵人。12月22日：左少弁
- 嘉禄2年（1226年） 正月23日：左衛門権佐。正月27日：防鴨川使。10月某日：勧学院別当。12月某日：辞蔵人佐等
- 嘉禄3年（1227年） 10月4日：右中弁、従四位下
- 安貞2年（1228年） 2月7日：修理右宮城使。3月20日：従四位上。12月某日：止院別当
- 寛喜3年（1231年） 3月29日：転左中弁。4月29日：右大弁
- 貞永元年（1232年） 12月2日：正四位下。12月15日：蔵人頭
- 文暦元年（1234年） 12月21日：参議
- 文暦2年（1235年） 正月23日：美濃権守。8月3日：停任。10月8日：従三位
- 嘉禎4年（1238年） 正月5日：正三位。8月28日：左兵衛督、検非違使別当
- 暦仁2年（1239年） 正月24日：権中納言、転右衛門督、別当如元。8月28日：辞督并別当
- 仁治元年（1240年） 10月24日：従二位
- 仁治2年（1241年） 2月1日：辞権中納言
- 宝治2年（1248年） 正月6日：正二位
- 建長4年（1252年） 12月8日：出家
- 正嘉2年（1258年） 2月7日：薨去（享年53）[1]

## 系譜
- 父：藤原顕俊[2]
- 母：徳大寺実守の娘[2]
- 妻：祝部成茂の娘[2]
  - 長男：藤原親頼[2]（1225-1298）
  - 次男[2]：藤原親朝（1237-1282）
- 生母不明の子女
  - 男子：藤原光顕[1]
  - 男子：藤原親成[1]
  - 男子：藤原親定[1]
  - 男子：静雅[1]
  - 男子：任親[1]
  - 男子：親雲[1] - 延暦寺
  - 女子：土御門顕方室[1][2]